# Tiro con arco adaptado
El tiro con arco adaptado es un deporte derivado del tiro con arco, practicado por personas con discapacidad física y visual. Está regulado por la Federación Internacional de Tiro con Arco. Forma parte del programa paralímpico desde los Juegos de Roma 1960.